# Untitled (Black, Red over Black on Red)
Pour les articles homonymes, voir Untitled.
Untitled (Black, Red over Black on Red) est un tableau de Mark Rothko de 1964.
Il fait partie des collections permanentes du centre Pompidou, et plus précisément du musée national d'Art moderne, à Paris, depuis son entrée par dation en 2007. Auparavant il faisait partie de la collection de M. et Mme Jean-Pierre Moueix.
« C'est la deuxième œuvre de Rothko à entrer dans les collections publiques françaises, la première, no 14 (Brown over dark), de 1963, ayant été acquise par l’État français en 1968 et attribuée au musée national d'Art moderne en 1976. »

## Contexte de l'œuvre
Untitled (Black, Red over Black on Red) est un des trois tableaux lumineux que Mark Rothko crée au milieu d'un cycle de quatre ans d'œuvres sombres. Il réalise cette œuvre au moment où il entreprend son intense travail sur la chapelle de Houston.

## Description de l'œuvre
Le tableau est une huile sur toile de 205 × 193 cm. Son numéro d'inventaire est : AM 2007-126.
La mention (Black, Red on Black on Red) du titre de l'œuvre indique la manière dont elle a été réalisée: sur un fond uni rouge, l'artiste a peint deux rectangles noirs. Le premier rectangle noir occupe environ les 2/3 du tableau sur sa hauteur. Rothko a appliqué du rouge sur le deuxième rectangle noir, laissant apparaître un rectangle rouge sur fond rouge en bas du tableau.

« Remarquable par sa densité chromatique, Untitled (Black, Red on Black on Red), 1964 est la dernière œuvre réalisée dans les années 1960-1964 à décliner un rouge lumineux que l'artiste ne reprendra que dans quelques peintures de 1967. »

— Bénédicte Ajac, La revue des Musées de France. Revue du Louvre

« Pour Untitled (Black, Red over Black on Red) (cat. rais. no 764), Rothko, partant d’une surface monochrome, sature la toile à un point tel qu’elle perd son caractère matériel et semble être une base vibrante. Sur ce tableau « flottant », seule une image de bandes et de rectangles monochromes apparaît, telle une pure manifestation de lumière, dans une totale apesanteur. L’orchestration des couleurs évite tout contraste ; elle cherche à harmoniser et à développer les couleurs voisines du spectre, préférant les modulations aux contrastes pour privilégier la spiritualité émanant de leur tonalité colorée »

— Brigitte Leal (sous la direction de), catalogue Collection art moderne - La collection du centre Pompidou, musée national d’Art moderne, centre Pompidou, 2007.

## Site externe
- Dossier de l’œuvre sur le site du musée national d'Art moderne.

- Emission "D'art d'art" du 1er octobre 2013 consacrée à l'œuvre